# 隆比亚
隆比亚（法語：Lombia，法語發音：[lɔ̃bja]）是法国大西洋比利牛斯省的一个市镇，属于波城区。

## 地理
隆比亚（43°19'45"N, 0°8'3"W）面积7.63 平方千米，位于法国新阿基坦大区大西洋比利牛斯省，该省份为法国东南部省份，涵盖了贝阿恩与北巴斯克，西临大西洋比斯開灣，北至朗德省，东北接热尔省，东临上比利牛斯省，南与西班牙接壤。
与隆比亚接壤的市镇（或旧市镇、城区）包括：塞龙、阿里安、贝代耶、埃斯卢朗蒂斯达邦、莱斯普尔西、索博勒、塞兹-莫贝克、塞泽尔、于罗斯特。

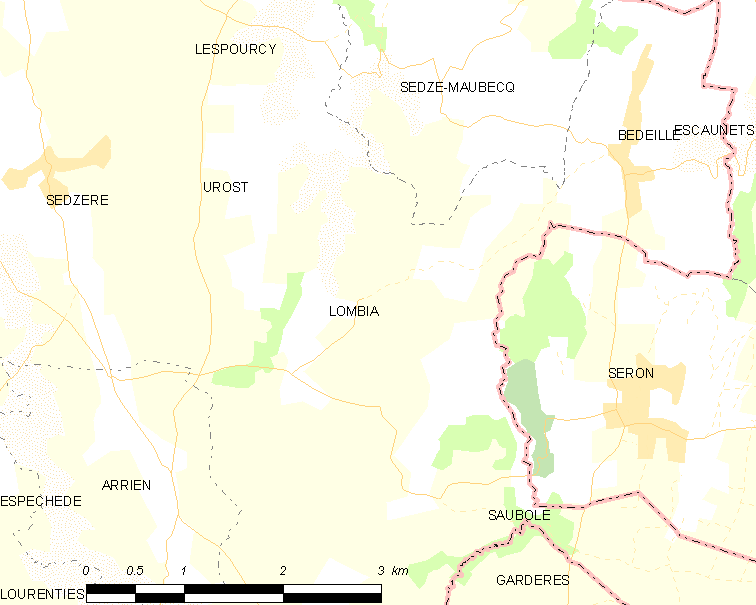
隆比亚的OSM定位图

隆比亚的时区为UTC+01:00、UTC+02:00（夏令时）。

## 行政
隆比亚的邮政编码为64160，INSEE市镇编码为64346。

## 政治
隆比亚所属的省级选区为莫尔拉斯与蒙塔内雷斯地区县。

## 人口

1962-2008年间隆比亚人口变化图示

隆比亚于2022年1月1日时的人口数量为208人。